# Анте Делаш
Анте Делаш (Солин, 11. март 1988) је хрватски кошаркаш. Игра на позицији бека. Његов млађи брат Марио се такође бави кошарком.
Са репрезентацијом Хрватске је учествовао на Европском првенству 2013. године.

## Успеси

### Клупски
- Цедевита:
  - Првенство Хрватске (2): 2013/14, 2014/15.
  - Куп Хрватске (2): 2014, 2015.
- Анвил Влоцлавек:
  - Првенство Пољске (1): 2017/18.